# Dillenia excelsa
Dillenia excelsa är en tvåhjärtbladig växtart som först beskrevs av William Jack, och fick sitt nu gällande namn av Ugolino Martelli. Dillenia excelsa ingår i släktet Dillenia och familjen Dilleniaceae. Inga underarter finns listade i Catalogue of Life.